# Mars avväpnas av Venus
Mars avväpnas av Venus (franska: Mars désarmé par Vénus) är en oljemålning av den franske konstnären Jacques-Louis David från 1824.
Målningen skildrar en scen ur den grekisk-romerska mytologin där krigsguden Mars låter sig tjusas av kärleksgudinnan Venus charm. Samtidigt avväpnar hennes följeslagare, de tre gracerna, Mars genom att bära i väg med hans hjälm, sköld med mera. Venus son, den bevingade Cupido, knäpper upp Mars sandaler.
David var nyklassicismen främste företrädare i Frankrike alltsedan han ställde ut Horatiernas ed på Parissalongen 1785. Han var politiskt verksam som jakobin, stödde den franska revolutionen och som deputerad röstade han för beslutet om att avrätta kung Ludvig XVI. Efter bourbonska restaurationen 1814 tvingades han därför fly till Bryssel, där han bodde resten av sitt liv. Mars avväpnas av Venus var Davids sista stora målning, den färdigställdes ett år innan hans död 1825. Den ingår sedan 1893 i samlingarna Kungliga museet för sköna konster i Bryssel, liksom den berömda David-målningen Marats död.